# Јозеф Ланер
Јозеф Франц Карл Ланер (Беч, 12. април 1801 – Беч, 14. април 1843) је био аустријски композитор плесне музике и диригент плесног оркестра. Највише га памте као једног од најранијих бечких композитора који је валцер претворио из једноставног сељачког плеса у нешто у чему би и највише друштво могло да ужива, било као пратња игри, било због саме музике. Био је једнако познат као и његов пријатељ и музички ривал Јохан Штраус Старији.
Ланер је имао мање познатог сина, Аугуста Ланера, који је био подједнако музички надарен као и његов отац, али чија је каријера у почетку прекинута његовом раном смрћу у 20. години. Његова ћерка Катарина постала је позната балерина, која се настанила у Лондону где је постала утицајни кореограф и учитељ балета.

## Биографија
Ланер је рођен у Сент Улриху у Бечу (данас округ Нојбау). Углавном самоук на виолини, придружио се малом гудачком оркестру Михаела Памера отприлике у исто време кад и Јохан Штраус. Иако је хтео да се сам упусти у музички посао, удружио се са Карлом и Јоханом Драханеком у квартет који је носио његово име. Успех овог гудачког квартета довео је до његовог постепеног ширења, а Ланер је 1824. успео да диригује малим гудачким оркестром који је свирао бечку плесну музику. Његов оркестар је био толики успешан да је био редовна појава на многим бечким карневалима, популарно познатим на локалном дијалекту као Фашинг.
Ланер је већ стицао репутацију на крају карневалске сезоне 1825. и Штраус је био фрустриран што је морао да га замењује када је то било потребно и као резултат тога, његови радови нису добијали признање које је мислио да заслужују. Исте године, Штраус се растаје од Ланнера након концерта у једној од бечких плесних установа Код црног овна. Ланер и Штраус су често радили заједно упркос томе што су раскинули партнерство и чак су одржали добротворни концерт за свог бившег послодавца Михаела Памера. За свој добротворни рад Штраус и Ланер су 1836. прихватили и почасно грађанство Беча и заједно положили грађанску заклетву.
Веровало се да владајућа династија Хабзбурга жели да скрене пажњу бечког становништва од политике и револуционарних идеја које су грозничаво харале Европом, па су хтели да се становништво одврати музиком и забавом, а музичке позиције које су и Ланер и Штраус имали убрзо су се указале као веома важне. Тако је Ланнер постављен на жељену функцију музичког директора у Царској палати Хофбург, са  дужностима да диригује концертима у част племства и компонује нова дела за Дворски оркестар.
Штраусова популарност је засенила Ланерову почетком 1840-их. Штраус је био нестрпљив да предузме обимне уносне турнеје у иностранству, укључујући Енглеску, док се Ланер држао у Бечу неуверен да су странци спремни да слушају бечку музику. Ланер је подлегао зарази тифуса која је потресла Беч 1843. и умро је у Доблингу 14. априла, исте године. Ланерова смрт означила је почетак периода у којем је породица Штраус доминирала бечком плесном музичком сценом више од пола века и која је закључила еру занимљивих и узбудљивих развоја валцера и друге популарне музике за плес.

## Композиције
Сматра се да је најпознатије Ланерово дело "Шенбрунер" валцер, оп. 200, вероватно најпознатији од свих валцера пре „На лепом плавом Дунаву“ Јохана Штрауса Млађег средином 1860-их. Већина Ланерових валцера била је посвећена припадницима племства, о чему сведоче титуле које су биле део природе Ланеровог положаја у то време. Његови "Штајерски плесови", оп. 165, свирао је повремено и на бечком новогодишњем концерту Бечке филхармоније.